# 汎神論
汎神論（はんしんろん、英: pantheism）または万有神論とは、現実は神性と同一である、あるいは、すべてのものはすべてを包含する内在的な神を構成しているという信条。神を擬人化した人格神を認めず、一切全てを神と同一視する神学的・宗教的・哲学的立場。創造者（神的存在）と被造物（世界や自然）とに断絶を置かない立場であり、「一にして全（ヘン・カイ・パン）」、「梵我一如（ぼんがいちにょ）」、「神即自然」などが標語として使われる。全ては創造者によって創造された ―― すなわち、「世界」は「世界の外にある神」によって創造されたとするのが有神論だが、汎神論はそのような対立を否定し、全ては創造者の現れである、または、全ては創造者を内に含んでいる、と実体一元論的に見なす。「神」のみが実在しており、「世界」は神の流出や表現や展開にすぎない、と見れば無世界論に通じるが、「世界」のみが実在しており、「神」は世界の総和にすぎない、と見れば無神論・唯物論に通じる。
宗教哲学では汎神論は非有神論的一神教の一形態と定義されている。汎神論者を自称する自然神秘主義者たちは、「自然」をスピノザや他の汎神論者が自然法則等を説明する際に使っていた広い意味での「自然」とは異なる意味で使うことで自らの信仰を汎神論だと混同するようになった。汎神論者による崇拝（礼拝、祈り）は自分より優れた人格的存在に向けられるため適切でないと考えられている。

## 定義
汎神論とは、すべてのものはすべてを包含する内在的な神の一部であるという見解である。 現実のすべての形態は、その存在の様式であるか、またはそれと同一であると考えられる。汎神論とは、宇宙（すべての存在の総体という意味で）と神が同一であるという見解であり、神の人格や(霊、魂等)超越性の否定が導かれる。
汎神論は非有神論的一神教の一形態であり、非人格的有神論と定義できる。汎神論者は唯一神、全てを含む統一体と同一の神への信仰をもつが、神に人格がある、または人のようなものだとは信じていない。
宗教哲学では人格神を世界の存在の一つとして考える。世界における存在数がNなら、人格神以外の存在の数はN-1である。非人格神以外の存在の数はNのままである。従って非人格神は他の独立した存在を受けいれることができない。

## バールーフ・デ・スピノザの汎神論
スピノザの汎神論はデカルトの「res extensa」（ラテン語で「拡張するもの」）の概念と基本的に合意する。
- 「存在しない特定の事物や様式の観念は、特定の事物や様式の形式的な本質が神の属性に含まれているのと同様に、神の無限の観念に包含されなければならない。『倫理学』一巻二部命題VIII[18]」
- 「神は一つであり、宇宙には一つの物質しか認められず、その物質はすでに示したように絶対的に無限である。『倫理学』一巻一部命題XIV補論1[19]」
- 「存在するだけでなく、特定の方法で存在し、作用するという神の性質の必然性によって、万物は条件付けられており、偶発的なものは何もない。『倫理学』一巻一部命題XXIX証明[20]」

スピノザが証明した命題、定義によると宇宙は無限、決定論的（非偶発的）である。

## 分類
汎神論を分類するには決定論の強弱、信仰の度合い、一元論の形態を見なければならない。

### 決定論
哲学者のチャールズ・ハーツホーンは、スピノザやストア派などの決定論的な哲学を「古典的汎神論」という用語で表現した。汎神論（すべては神なり）は、しばしば一元論（すべては一つなり）と関連しており、論理的には決定論（すべては今なり）を意味するとする意見もある。このような形の汎神論は「極端な一元論」と呼ばれており、ある解説者の言葉を借りれば『我々の想定される決定も含めて神がすべてを決定している』ということになる。
決定論に傾いた汎神論の他の例としては、ラルフ・ウォルドー・エマーソン やヘーゲルのものがある。
決定論は量子物理学においてアインシュタインとニールス・ボーアの間で行われた有名なボーア・アインシュタイン論争のテーマともなった。一例として優先的一元論には以下のような命題がある。
1. 全体が（量子もつれによる）創発的な性質を持っている。
2. 全体が創発的な性質を持っているなら、全体は部分よりも先にある。
3. 全体は部分に先行する。

優先的一元論は以下の項目で定義する。

### 信仰
汎神論には宗教的なものと、哲学的なものの2種類があると考えられている。コロンビア百科事典は、この区別についてこう書いている。
汎神論者が、永遠にして無限である唯一の偉大な現実が神であるという信念から出発するならば、有限で一時的なすべてのものは神の一部に過ぎない。神から分離したものは何もなく、神は宇宙であるからだ。一方、大いなる包括的な統一体が世界そのもの、すなわち宇宙であるという考えをシステムの基礎とした場合、神はその統一体に飲み込まれており、それは自然と呼ばれるかもしれない。
全てを含む包括的な統一体と同一の神の存在(ある種の唯一神)を信じていたとしても、汎神論者が礼拝や祈りを捧げることは汎神論にそぐわないとされている。崇拝の対象が意識、人格を持つ上位の存在へと一般的に収束してしまうため、崇拝行為は汎神論者にとって受け入れがたい宗教的実践であると考えられている。

### 一元論の形態

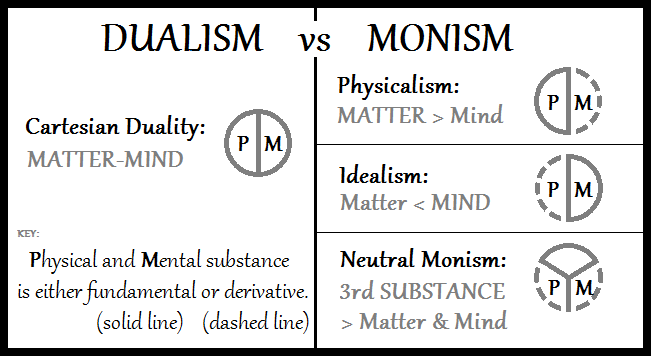
中立一元論をデカルト的二元論，物理主義，観念論と比較した図

哲学者や神学者は汎神論を一元論の一形態とすることがある。異なるタイプの一元論には次のようなものがある。
1. 実体一元論（substance monism）、 「見かけ上の複数の実体は、単一の実体の異なる状態または外観によるものであるとする見解」[31]。(汎神論、唯物論で用いられる[33])。
2. 属性的一元論、「物質の数が何であれ、それらは単一の究極的な種類であるという見解」[31]。
3. 部分的一元論、「ある存在領域の中で（どんなに多くても）物質は一つだけである」[31]。
4. 存在一元論、「具体的な対象となるトークンは一つだけである」という見解（ザ・ワンまたはモナド）。[28]
5. 優先的一元論：「全体は部分に先行する」「世界には部分があるが、部分は統合された全体の依存的な断片である」[32]。一神教で用いられる。(不動の動者、宇宙論的証明)
6. 性質一元論：「すべての性質は単一のタイプであるとする考え方」（例：物理的性質しか存在しない）。
7. 種類一元論：「最高のカテゴリーが存在するという見解（例：存在）」[32]。

実体一元論は汎神論や唯物論の共通項であり、ルネ・デカルトが提唱した実体二元論(substance dualism)の対立概念として考えられてきた。古典的汎神論の決定論を緩和すれば万有内在神論等の神学的な探求対象にもなる。
一神教で用いられることがある存在一元論、優先的一元論は適切に区別されてこなかった。存在一元論は優先的一元論を伴う論理関係にあるが、その他の一元論は基本的に独立している。例えば存在多元論者でありながら、優先的一元論者である場合がある。これによると多くのものが存在すると仮定しつつ、世界全体が他の全てに先行する。
優先的一元論において、存在するすべてのものは、それらとは異なる源に戻り、存在一元論では、宇宙という単一のものしか存在せず、それを恣意的に多くのものに分割することしかできない。実体一元論においては実体や心など様々なものが存在していても、単一の種類のものしか存在しない。
キリスト教スコラ学の論拠とされたアリストテレスは心身二元論の問題では一元論的立場をとった。
物質の中には一般的に身体、特に自然体が含まれており、それらは他のすべての身体の原理である。自然体の中には、生命を持つものと持たないものがある。生命とは自然治癒力と成長（それに伴う衰え）を意味する。生命を持つ自然体は、複合体の意味での物質であることがわかる。しかし、生命を持つ種類の体でもあることから、体が魂であるはずがない。したがって魂は、生命を潜在的に持つ自然体の形という意味で、物質でなければならない。しかし物質とは現実性のことである。従って魂とは上記の特徴の通り、身体の現実性のことである。—霊魂論、2巻1章
魂は肉体が示す性質であり、数ある中の一つである。アリストテレスは、積み木が破壊されるとその形が消えるように、体が滅びると魂も滅びると提唱した。
プラトンの二元論とアリストテレス哲学を統合させた新プラトン主義は存在一元論だけでなく優先的一元論の立場をとり、すべてのものはザ・ワンから派生または流出するとした。
スコラ学の代表的神学者、カトリック教会と聖公会では聖人、カトリック教会の33人の教会博士のうちの1人であるトマス・アクィナス（1225-1274）は、不動の動者から宇宙論的証明（神の存在証明）を導出したことで知られるが、アリストテレスと同様に心と体は一体であり、一体であるかどうかを問うことは無意味であると考えた。しかし肉体が一体であるにもかかわらず、肉体の死後も魂が存続することを主張し、魂を「この特殊なもの」と呼んだ。彼の考え方は、哲学的というよりも、神学的なものであったため、一元論者（物理主義者）や二元論者という分類に収めることはできなかった。
現代哲学における一元論は、大きく3つに分けられる。
1. 観念論、現象論、精神一元論。精神だけが実在するとする[39]。
2. 中立一元論。1種類のものが根本的に存在するとする[40]。第3の1種類のものに精神的なものも物理的なものも還元されうる[41]。
3. 物質一元論（material monism、物理主義や唯物論とも呼ばれる）。物理的なものだけが実在し、精神的なものは物理的なものに還元できるとする[39][40]。

機能主義、変則的一元論、反射的一元論など、上記のカテゴリーに簡単に収まらない立場もある。

## 関連する概念
自然崇拝や自然神秘主義は、しばしば汎神論と混同されることがある。専門家の一人であるハロルド・ウッド（Universal Pantheist Societyの創設者）は、汎神論哲学においてスピノザが神と自然を同一視していたことは、環境倫理に関心を持つ自称汎神論者の最近の考えとは大きく異なると指摘している。彼が自分の世界観を表すのに使った「自然」という言葉は、現代科学の「自然」とは大きく異なる。汎神論者を名乗る自然神秘主義者たちは、「自然」を（人工的に作られた環境ではなく）限られた自然環境を指す言葉として使っている。このような「自然」の使い方は、スピノザや他の汎神論者が自然法則や物理世界の現象全体を説明する際に使っていた広い意味での「自然」とは異なる。
汎神論は、神と宇宙、または神と自然とは同一であるとみなす哲学的・宗教的立場である。古代インドのヴェーダとウパニシャッド哲学、ソクラテス以前のギリシア思想、近代においては、スピノザ、ゲーテ、シェリング等の思想がこれに属する。
汎神論においては、一切のものは神の顕現であるとされる。あるいは世界における神の内在や遍在が強調される。一切のものと神とを一元論的に理解しようとする汎神論においては、理論上、神は非人格的原理としてのそれである場合が多いが、人格神を立てる有神論的宗教の理論的思弁や神秘主義、あるいは祭祀上の習合からも汎神論的傾向が生じる。汎神論は歴史上それ自体として存立したものではなく、さまざまな宗教のなかにみられる一定の傾向であり、汎神論的態度は古代・中世にもあったが、ヨーロッパで頻出するようになるのは16世紀以降である。
英語の pantheism （パンセイズム）は、ギリシア語の pan（全て）と theos（神）の合成語で、文字どおり「全ては神」で「神は全て」を意味する。つまり神と一切万物（または宇宙・世界・自然）とが同一であるとする思想であるが、一口に汎神論といってもさまざまな形態がある。一方では「神が全てである」ことを強調する無宇宙論 (acosmism) があり、他方では「森羅万象が神である」ことを強調する汎宇宙論（pancosmism）がある。後者の立場は一種の唯物論に通じ、神の非人格性が顕著であるため無神論的とされる場合がある。ドイツの哲学者K・C・F・クラウゼは、万物を神の内包と捉える万有在神論 (panentheism) を主張した。
日本における神道は、八百万の神がいる汎神教とも言える。ご神木・山・森・岩などに、神が宿ると信じられている。神道・アニミズムと汎神論の比較については#アニミズム・神道との違いで後述する。

### 非有神論
非有神論は、伝統的な有神論に合わない様々な宗教を指す包括的な用語であり、無神論に付随する「一切の神秘主義を否定する見解」との混同を避けるために用いられることがある。

### 万有内在神論
万有内在神論（ギリシャ語のπᾶν（pân）「すべての」、ἐν（en）「中の」、θεός（theós）「神」）は、19世紀にドイツで正式に作られた造語で、神は物理的な宇宙に実質的に遍在しているが、その創造主・維持者として「それとは別に」あるいは「それを超えて」存在しているとし、伝統的な有神論と汎神論を哲学的に統合しようとしたものである:p.27。このように万有内在神論はそれ自体を汎神論から分離し、神は我々が知っているような世界の上や向こうに存在しているという追加的な主張を提起している:p.11。汎神論と万有内在神論の間では神の様々な定義に応じて曖昧になることがあるので、特定の著名な人物を万有内在神論や汎神論に結びつける際には意見の相違が生まれることがある:pp. 71–72, 87–88, 105。

### 汎理神論
汎理神論は汎神論から派生した別の用語であり、汎神論と理神論の和解可能な要素の組み合わせとして特徴づけられている。ある時点で宇宙とは異なる創造主を仮定し、それが宇宙に変化し、その結果、現在の本質においては汎神論的なものに似ているが、起源においては異なっている。

### 汎心論
汎心論とは、意識、心、あるいは魂が万物の普遍的な特徴であるという哲学的見解である。「すべての事物が生きているという見解である」物活論と、それに近いすべてのものに魂や精神があるという見解であるアニミズムと良く対比されることがある。
アニミズムはすべてのものに魂があると主張し、物活論はすべてのものが生きていると主張する。:149 こうした立場を汎心論と解釈することについては、現代の学術界では支持されていない。現代の汎心論者は、この種の理論から距離を置こうとしており、経験の遍在性と心や認知の遍在性との間に区別をつけるように注意している
現代の汎心論の学術的支持者たちは、感覚や主観的な経験はどこにでもあるとしながらも、より複雑な人間の精神的属性とは区別している。したがって物理学の基礎的なレベルの存在（光子、クォーク）には精神の原型を認めるが、岩や建物などの集合体には精神を認めないのである。
デイヴィッド・チャーマーズは次のように汎心論について言及している。

### アニミズム・神道との違い
アニミズムは汎神論とは異なるが、この2つは混同されることがある。主な違いの一つは、アニミズムは、すべてのものが精神的な性質(魂、霊等)を持つと信じるが、汎神論者のように、存在するすべてのものの精神的本質が統一されている（一元論）とは考えていないことである。アニミズムでは個々の魂の独自性を前提とするが、汎神論では、すべてのものは、それぞれの精神や魂を持つのではなく、同じ本質(英：essence、ラテン：essentia)を共有している。
神道にはアニミズムの特徴があるとされている。汎神論では神を一つ（非有神論的一神教の一形態）と規定しているが、神道では天神地祇・天津神・国津神等の複数の擬人化された神、人格神を崇拝対象とする。

### ヒンドゥー教
汎神論者は神を一つ（一神教）と規定するが、ヒンドゥー教では汎神論、多神教、一神教、無神論と並んで、万有内在神論的な見解が存在する。ヴェーダ時代には一神教への傾倒が見られ、『リグヴェーダ』では特に比較的後期の第10巻にブラフマン一神教の概念が見られた。宇宙開闢の歌(Nāsadīya Sūkta)などは鉄器時代初期のものとされている。古代ヒンドゥー教の神学は一神教であったが、一人の最高神ブラフマンの側面として想定される多くの神々の存在を依然として維持していたため、厳密には一神教的崇拝ではなかった。
汎神論は一元論の一種と分類されるが、ヒンドゥー教で一元論哲学が広まったのは比較的新しく、アドヴァイタ・ヴェーダーンタ哲学（不二一元論）のシャンカラ(8世紀頃)、修正不二一元論のラーマーヌジャ(1017年 - 1137年)、ヴァラバハカルヤ・マハプラブ（1479 – 1531年）、ニンバルカリーヤ（c.1130 - c.1200年）、チャイタニヤ・マハプラブ（1486 - 1534年)が一元論を唱えている。シャンカラはヒンドゥー教では「アートマン（魂、自我）が存在する」と主張し、仏教は「魂も自我もない」と述べている。何人かの学者は、シャンカラの歴史的名声と文化的影響は数世紀後、特にイスラム教徒の侵略とその結果としてのインドの荒廃の時代に高まったと指摘している。ヴェーダーンタ学派の中でもマドバ・アーチャリア（1238 – 1317年）はドヴァイタ（二元論）を説いている。
ヴィシュヌ派は、ヴィシュヌとそのアヴァターへの献身を中心とした宗教である。シュヴァイクによれば、ヴィシュヌが多くの形態をとっているように、本来の神には多くの形態があることから、「多形的一神教、すなわち、唯一無二の神性に多くの形態（ananta rupa）を認める神学」であるという。置田清和は、ヴィシュヌ派が「有神論」「汎神論」「万有内在神論」という形で表現されうるとしている。

### 仏教との違い
哲学者は汎神論を一元論の一形態とするが、大乗仏教の中観派は世界の究極的な性質を、感覚的なものや他のものとは切り離せない「空」として表現する。一見、一元論のように見えるが、中観派の見解は究極的に存在する実体を主張することはない。その代わりに究極の存在に関する詳細な、あるいは概念的な主張が不条理な結果をもたらすとして解体される。現在、大乗仏教にのみ見られる少数派の唯識派の見解もまた一元論を否定している。
仏教学者のエドワード・コンツェは論文「Buddhism and Gnosis」の中で、大乗仏教とグノーシス主義との現象学的な共通点を指摘している。克服されずに残っている、あるいは克服するためには特別な霊的知識を必要とする邪悪な傾向の存在を釈迦が説く限りにおいて仏教は、「反宇宙論」・「反宇宙的二元論」で知られているグノーシス主義の一派だとしている。グノーシス主義は物理的世界、肉体的世界から「霊的知識・認識」によって救済されるとする反宇宙的二元論、極端な霊肉二元論をとる。人間が肉体、宇宙等の非本来的なものによって阻害されているという反宇宙的二元論の立場から、物理的な宇宙を超える超越的存在と人間の本来的自己の本質的同一の「認識」を救済とみなす。コンツェの8つの類似点に基づいて、ホーラーは解放のための洞察であるグノーシスとジュニャーナ、智慧をソフィアと般若として擬人化すること、洞察力の欠如であるアグノーシスと無明によって、この世に閉じ込められるなどの類似点を挙げている。二元論的なグノーシス主義宗教にはマニ教があるが、9世紀以降、中国の歴代王朝による同化の圧力と迫害を受けた後、中国のマニ教は中国南部の大乗仏教の浄土宗との関わりを強め、大乗仏教徒と密接に協力して修行したため、長い年月の間にマニ教は浄土宗に吸収され、2つの伝統は区別できなくなったとされている。
汎神論では、すべてのものは神の一部であり、すべての存在の総体である無限の宇宙と「一つの神」が同一として、物理的宇宙・物理法則（すなわち「一つの神」）を超える超自然・超越性は否定されるが、仏教の宇宙論では極楽、東方浄瑠璃世界、妙喜世界、八大地獄、十界等の物理的宇宙には存在しない複数の超越的世界を規定することがある。密教におけるパーターラ等もある。

### キリスト教・オメガ点
フランス人のカトリック司祭（イエズス会士）で古生物学者・地質学者でもあるピエール・テイヤール・ド・シャルダンは著書『現象としての人間』において人類の機械化や自動化の開発、「すべてを試す」「最後まで考える」ことを止めることはできず、神によって引き起こされた（宇宙の）進化は科学的現象であり、科学と神は相互に関連し、互いに作用し合っていると定義した。テイヤールは本の締め括りで、これらの進化はキリスト教でありながら完全な汎神論でもあると主張した。テイヤールは「宇宙的な精神的中心」を神的なものとして同定し「神はすべての中にある」という言葉を頻繁に用いており、テイヤールの構想は汎神論に適していた。物事の中心に神があり、すべての存在が完全に一体であるという確信を表明したが、テイヤールは彼が「真の汎神論」と呼ぶものを除いて、あらゆる形態の「汎神論」を否定した。
1962年、イエズス会はスペインのイエズス会司祭フランシスコ・スアレスの人間に関する哲学から離れ「テイヤール的進化的宇宙発生論」を支持するようになった。テイヤールのキリストは、啓示の「宇宙的キリスト」あるいは「オメガ」である。彼は物質でできた神の発露であり、この世に生まれ死ぬことによって進化の本質を経験した。死からの復活は天国ではなく、すべての霊性と霊的存在の収束領域であるノウアスフィアで、キリストは時の終わりにそこで待機しているのである。地球がオメガ・ポイントに到達するとき、存在するすべてのものが神性と一つになるとした。テイヤールの著作はローマ教皇ベネディクト16世を含むローマ・カトリックの思想家たちによって支持された。
オメガ点はその後フランク・ティプラー (1994)、デイヴィッド・ドイッチュ (1997) などの著作で展開されている。フランク・ティプラーによると物理学の法則が矛盾しないためには、知的生命体が宇宙のあらゆる物質を支配し、最終的に宇宙を崩壊させることが必要であるという。その際、宇宙の計算能力は無限大となり、その計算能力でエミュレートされた環境は無限に続き、宇宙論的特異点へと到達する。この特異点がティプラーの言うオメガポイントである。ティプラーは計算資源が無限大に分岐することで、遠い未来の社会では、代替宇宙をエミュレートして死者を復活させることができるとしている。ティプラーの考えでは、オメガポイントは、ユダヤ教やキリスト教等の伝統宗教が主張する神の特性の全てを備えているので、神と同化している。オメガ点理論は反証可能な物理理論であり、現代の物理的宇宙論とコンピュータ科学に由来するもので、科学的唯物論（実体一元論）に由来するとした。
ルター派出身の神学者ヴォルフハルト・パネンベルクはアメリカの数理物理学者フランク・J・ティプラーのオメガポイント理論の神学を擁護している。

## 歴史
汎神論はギリシャ語のπᾶν pan（「すべての」の意）とθεός theos（「神」の意）に由来する。これらの語源の組み合わせが初めて知られたのは、1697年に出版されたジョセフ・ラフソンの著書『De Spatio Reali seu Ente Infinito』の中で、スピノザらの「パンテイスムス（pantheismus）」について言及している。
汎神論的思想は古代からあるが、汎神論という用語自体は西洋近代に作られた。ジョン・トーランドが1705年に「一切は〔大文字の〕神であると信ずる人」という意味で汎神論者 (pantheist) という造語を用いたのが始まりである。1732年には神学者のダニエル・ウォーターランドが汎神論 (pantheism) という語を使用した。その後、18世紀後半のドイツでは、それまで無神論として扱われ無視されることが多かったスピノザの「神即自然」の思想をめぐって汎神論論争が起こり、この論争の影響を受けたドイツロマン派やシェリングらを通じて、ドイツ観念論において汎神論的傾向をもつさまざまな思弁が展開された。